# Réserve naturelle régionale des étang et boisements de Joreau
La réserve naturelle régionale des étang et boisements de Joreau (RNR297) est une réserve naturelle régionale située en Pays de la Loire. Classée en 2015, elle occupe une surface de 92 hectares.

## Localisation

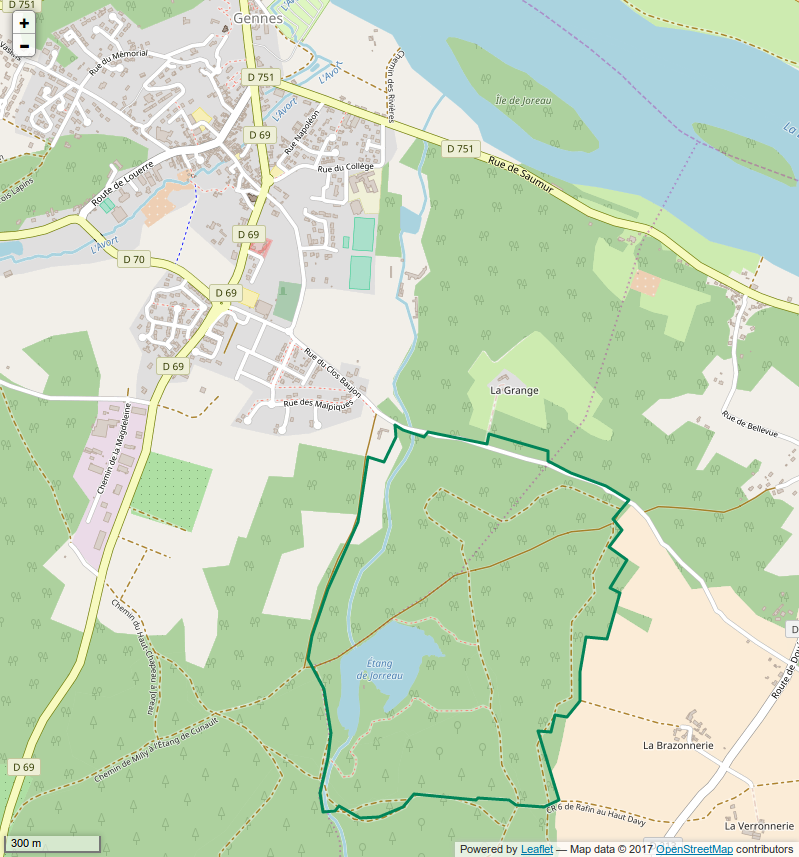
Périmètre de la réserve naturelle.

Le territoire de la réserve naturelle est dans le département de Maine-et-Loire, sur les communes de Chênehutte-Trèves-Cunault et Gennes.

## Administration, plan de gestion, règlement

### Outils et statut juridique
La réserve naturelle a été créée par une délibération du Conseil régional du 28 septembre 2015.